# Galgenfrist
Galgenfrist (traducido a español significa último respiro) es el título del tercer álbum de larga duración de la banda danesa de black metal y funeral doom, Nortt. Este álbum fue lanzado el 22 de febrero de 2008 bajo el sello italiano Avantgarde Music.

## Canciones
1. Galgenfrist - 3:41
2. Til gravens vi - 8:19
3. Af døde - 7:11
4. Kaldet - 1:49
5. Over mit lig - 10:22
6. Havet hinsides havet - 10:53
7. Hjemsøgt - 4:56